# Azuči (hrad)
Hrad Azuči (japonsky 安土城, Azuči-džó), byl jedním z hlavních hradů daimjóa Nobunagy Ody. Nachází se v japonském městě Ómihačimanu v prefektuře Šiga, v regionu Kansai na ostrově Honšú. 
Hrad byl zbudován v letech 1576–1579 na hoře Azuči na východním břehu jezera Biwa v bývalé provincii Ómi. Daimjó Nobunaga Oda záměrně vybudoval svůj hrad v takové blízkosti Kjóta, aby měl dohled nad hlavním městem a mohl hlídat přístupy k němu, ale mimo Kjóto, aby byla jeho pevnost chráněná před požáry a konflikty, jež čas od času město zachvátily. Umístění hradu bylo rovněž strategicky výhodné pro ovládání cest a dopravního ruchu mezi Nobunagovými největšími nepřáteli – klanem Uesugiů na severu, klanem Takedů na východě a klanem Móriů na západě.
Kromě toho, že hrad přivítal celou řadu Nobunagových mocných politických hostí, jako byli Iejasu Tokugawa či Nagahide Niwa, hostil v roce 1579 rovněž událost, která se stala známou jako Azučijská náboženská debata (japonsky 安土宗論, Azuči šúron), jíž se zúčastnily hlavy škol japonského buddhistismu – Ničirenovy školy (日蓮系諸宗派, Ničiren-kei šo šúha) a školy Čisté země ( 浄土宗, Džódošú).
V létě roku 1582 vyplenil hrad Azuči Micuhide Akeči, poté co při takzvaném Incidentu v klášteře Honnódži přinutil Nobunagu Odu, aby spáchal rituální sebevraždu seppuku. Týden poté zničil hrad požár, který mohli založit buď rabující obyvatelé města, nebo některý ze synů Nobunagy Ody.
Název období Azuči-Momojama v japonských dějinách je částečně odvozen od hradu Azuči.

## Charakteristika
Na rozdíl od dřívějších hradů a pevností nebyl hrad Azuči, dokončený v roce 1579, zamýšlen pouze jako chladná, tmavá a znepokojivá vojenská stavba. Nobunaga Oda z něj hodlal vybudovat panské sídlo, které by ohromilo a nahnalo strach jeho protivníkům nejen svými obrannými kvalitami, ale i přepychovými komnatami a výzdobou. Zdejší centrální hradní věž, v Japonsku zvaná tenšú či tenšukaku, byla spíš než střed obranného systému hradu sedmipatrová budova, v níž se nacházely audienční sály, soukromé komnaty, kanceláře a klenotnice, jako kdyby to byl císařský palác. Všech sedm pater vyzdobil malíř Kanó Eitoku (1543–1590.
Kromě toho, že byl Azuči jedním z prvních japonských hradů s věžovitým donjonem, byl jedinečný i tím, že nejvyšší patro věže mělo tvar osmistěnu. Navíc fasáda hradu nebyla prostě bílá nebo černá, jak tomu bylo u ostatních hradů, ale vyzdobená barevnými tygry a draky.
Hrad Azuči se od starších hradních konstrukcí lišil v několika hlavních vojenských charakteristikách. Zaprvé to byla masivní stavba, jejíž zdi byly 5,5 až 6,5 m silné. Druhou odlišností bylo převažující použití kamene. Hradby byly zbudovány z velkých, pečlivě opracovaných žulových bloků, jež k sobě byly sestaveny nasucho, bez použití malty. Třetí inovací byla již zmíněná vysoká centrální hradní věž neboli donjon, která umožňovala lepší rozhled pro použití děl proti útočníkům. Stavební plány hradu ukazují, že donjon byl 40 m vysoký, se sedmi podlažími. Čtvrtým charakteristickým rysem byly nepravidelně členěné vnitřní bašty, jež nabízely obráncům celou řadu možností pro účinnou obranu.
Nobunaga Oda si pro stavbu hradu zvolil horu Azuči, která se vypíná 100 m nad hladinou jezera Biwa. Toto místo mělo strategicky výhodnou polohu na křižovatce tří důležitých cest, jež se z východu sbíhaly ke Kjótu.
Daimjó Nobunaga si přál mít v podhradí řádně fungující město, a proto nechal blízko hradu na pobřeží jezera postavit dobře chráněné domy pro své generály, chrám buddhistmu Čisté země a řadu obydlí pro prostý lid. Zpočátku měl však potíže přesvědčit lidi, aby se do těchto domů nastěhovali. V létě 1577 proto vydal městské výsady, v nichž zaručoval obyvatelům města osvobození od daní a stavební a transportní úlevy. Nutil rovněž všechny, kdo cestovali po silnici Nakasendō, která spojovala Kjóto s Edem, aby se ve městě Azuči zastavili a přenocovali tam, což přinášelo práci hostinským v jeho městě. Do roku 1582 vzrostl počet obyvatel Azuči zhruba na 5000.

## Galerie

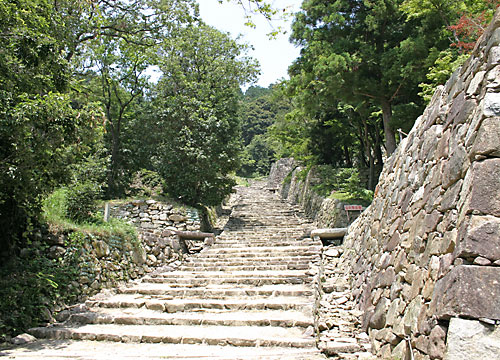
Kamenné schody vedoucí k rozvalinám hradu Azuči
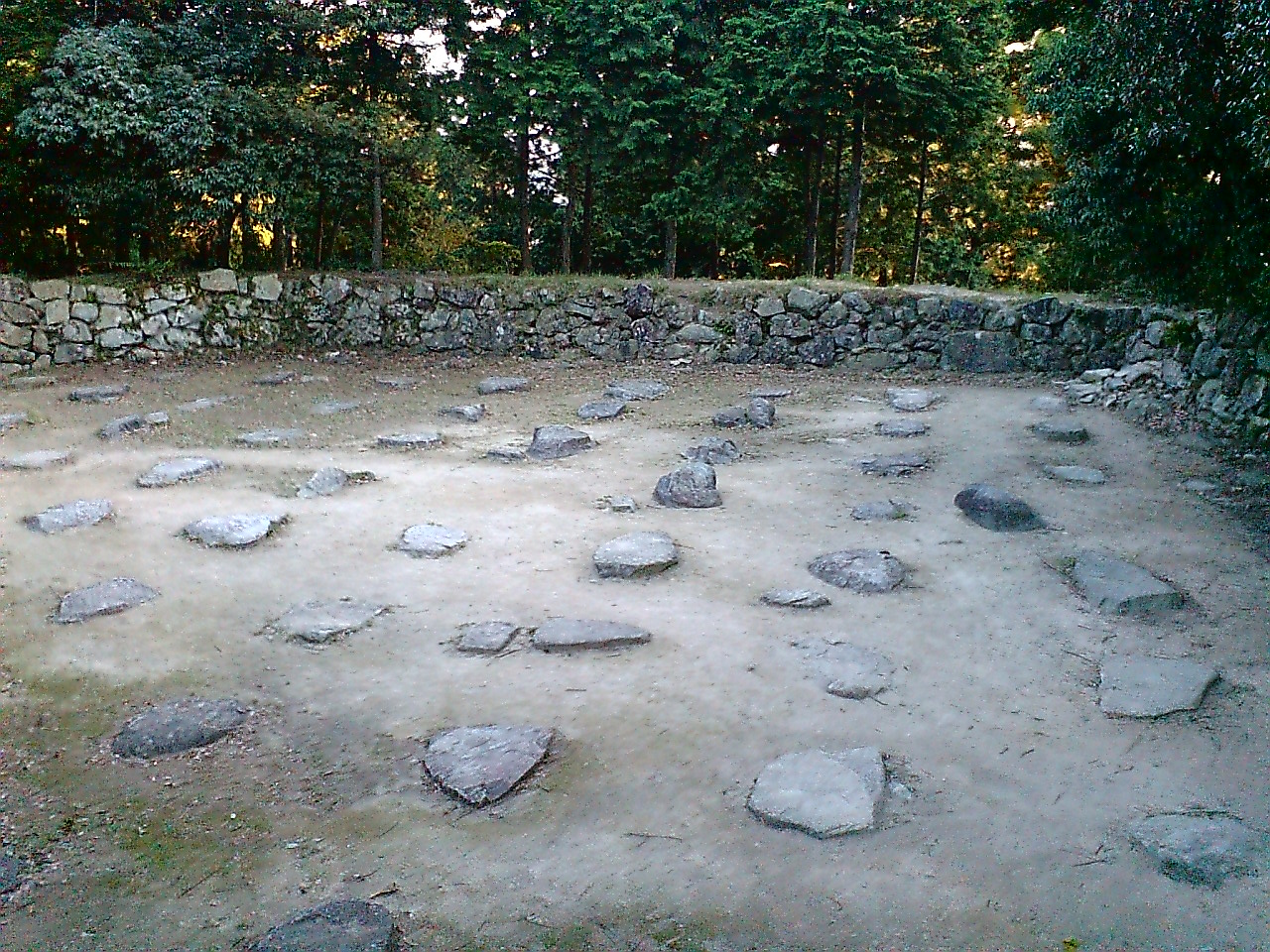
Rozvaliny věžovitého donjonu neboli tenšú
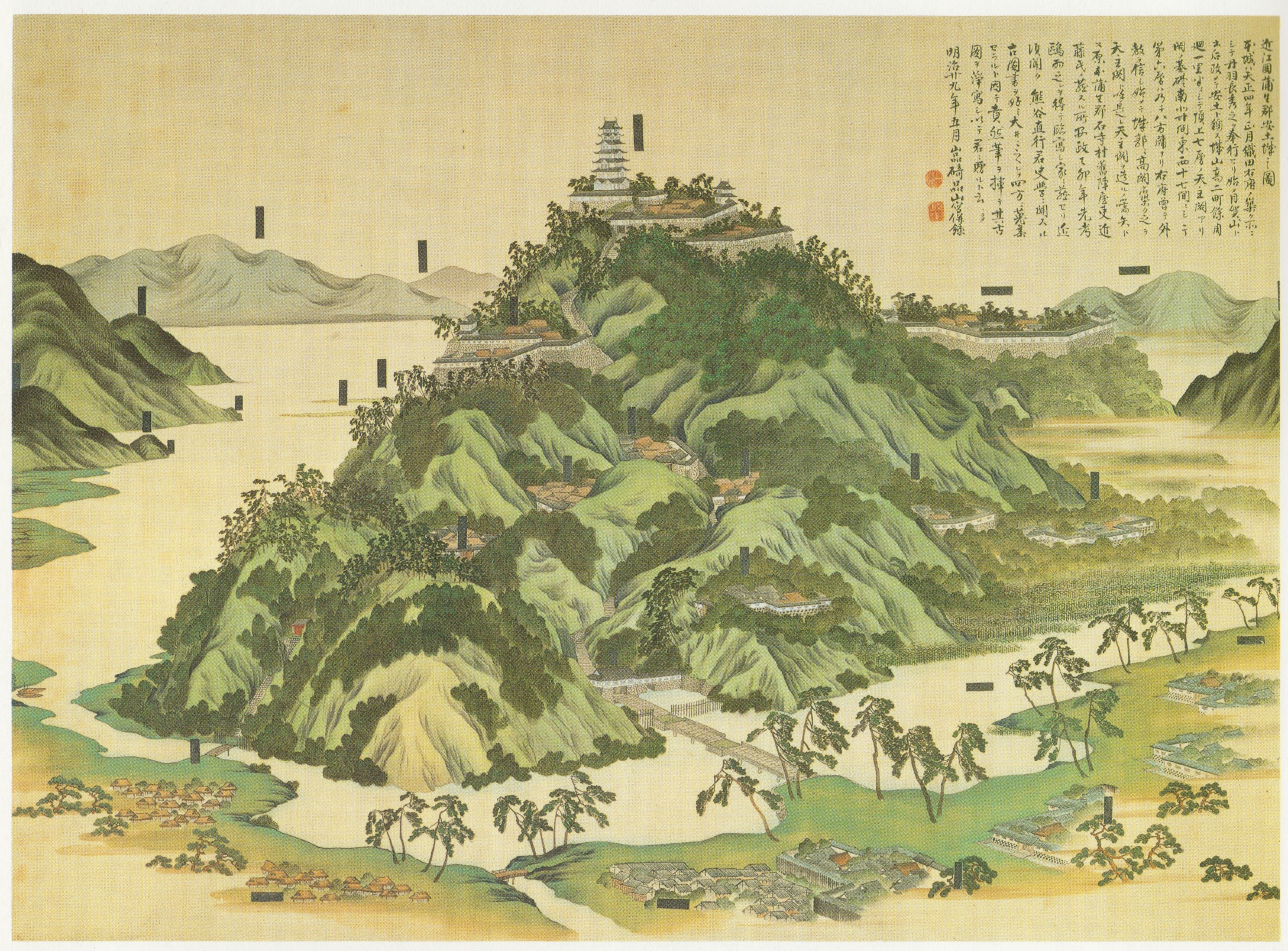
Dobová kresba hradu Azuči